# Scrophularia gypsicola
Scrophularia gypsicola är en flenörtsväxtart som beskrevs av Hub.-mor. och Lall. Scrophularia gypsicola ingår i släktet flenörter, och familjen flenörtsväxter. Inga underarter finns listade i Catalogue of Life.